# ブエノスディアス、タンゴでおはよう
ブエノスディアス、タンゴでおはようは放送3000回を超えたタンゴの長寿番組。
西日本放送ラジオの「タンゴアルバム」はアルゼンチン・タンゴ専門番組だが、こちらはそうではない。

## 概要
エフエムよっかいち（PORT WAVE）で一ヶ月に一度放送されていたタンゴ専門番組「タンゴをあなたに」がリニューアルした番組である。パーソナリティはエンリケ・ニワ。
2017年3月分までは元四日市大学教員ノウチ・セサールの軽快なスペイン語によるオープニングメッセージから始まったが、2017年4月からCTY-FMへの局名変更とともに、タイトルコールのみノウチのもので、エンリケ・ニワからのアナウンスが続くかたちに変わった。なおノウチ・セサールのメッセージの作成前はエンリケ・ニワ本人がタイトルコールを務めていた。
当初は15分番組で水曜日はピアソラタンゴだったが、月曜日はコンチネンタル・タンゴ&世界のポップス・タンゴ、火曜日はタンゴ・ア・ラ・カルト、水曜日は今に活きるタンゴ、木曜日はSP音源で聴く黄金時代のレトロ・タンゴ、金曜日はLP音源全盛時代のタンゴ、である。15分番組であったころ、開始当初は散発的なセレクションを行っていたが、次第にオルケスタ・ティピカ・ヴィクトルほかのレトロタンゴの全録音を週一で完走する世界でも珍しいタイプのタンゴ番組へ成長した。
追悼のための特集番組が編成されることがある。2018年10月29日以降のオープニングの使用曲はオルケスタ・ティピカ・ヴィクトルによる1928年9月26日収録の演奏で知られる「Pancho's Bar」。クロージングの使用曲はイ・サロニスティの1984年発表の演奏による「Adios Palomita」。日曜日は月から金曜日全体の再放送で、100分かかる。番宣を抜くと95分程度で、FMららでは個別の番宣がCTY-FMソースから削除されている。

## 特色
当日のプログラム紹介は原題とともに、邦訳や短い解説も添えられる。
タンゴの平均時間は3分前後のため、20分番組では最後の曲はややフェードアウトになり、PORT WAVE時代は楽曲が被せられたままエンリケ・ニワが当日のプログラムを原語のみでもう一度伝え「次回〇曜日は、・・・をお届けします。ご期待ください。毎朝お聞きになっているあなたも、リクエストで番組に参加してみませんか？・・・」のアナウンスへ入ったが、CTY-FM時代は当日のプログラム再読み上げが省かれている。曲が早く終わってしまった場合は、クロージングテーマが使われる。稀にクロージングテーマが必要なく、番組終了と同時に曲が尺通りにぴったり終わることもある。
PORT WAVE時代は、日曜の21:00になると即「このあとは平日の朝6:30分から放送しているブエノスディアス、タンゴでおはようの今週月（もしくは火から金）曜日分の再放送をお届けいたします」とアナウンスが入ったが、CTY-FM時代は「・・・・CTYが、午後9時をお知らせいたします」の後で予報・正報音抜きでアナウンスに入る。
2019年10月25日からFMららでも聴取することが可能になった。ただし、金曜日の13:00からの1時間40分版のみ。これにともない、FMららリスナーへのリクエストも募集している。

## 備考
医療法人社団主体会小山田記念温泉病院提供の木曜日放送の際の案内には『Por Una Cabeza』、CMには『遥かなる我が故郷』が使用されている。